# 波羅島
波羅島是菲律賓的島嶼，位於宿霧島以東、萊特島以西的卡莫特斯海，屬於卡莫特斯群島的一部分，由宿霧省負責管轄，長20公里、寬15公里，面積63.59平方公里，人口21,529。